# 장성 대도리 백자 요지
장성 대도리 백자 요지(長城 大都里 白磁 窯址)는 전라남도 장성군 삼서면 대도리에 있는, 16∼17세기경에 조선시대 서민용 백자를 굽던 곳이다. 1992년 10월 10일 대한민국의 사적 제377호로 지정되었다.

## 개요
16∼17세기경에 조선시대 서민용 백자를 굽던 곳이다. 조선시대 서민용 백자는 조선 전기 후반부터 조금씩 나오다가, 중기에 들어 본격적으로 나오기 시작했다.
가마의 규모는 길이 23.5m, 폭 2.8m 안팎이고 비스듬한 언덕 형태의 가마로, 도자기를 굽는 방 4개, 아궁이 1개, 불창(火窓) 4개로 이루어져 있다. 가마터 주변에는 자기를 만들고 보관하던 건물터가 있으며, 가마의 서쪽 부분에 도자기 조각이 쌓여있는 퇴적층이 있다.
주로 만들었던 백자는 보통의 백자로 색은 옅은 청색에 가까운 회색과 회백색을 띠고 있다. 대접과 접시, 일상용기가 대부분인데 서민들이 쓰던 것으로는 품질이 좋은 편에 속한다.
이 가마의 큰 특징은 아궁이가 북쪽에 있고, 바닥이 첫 번째 방보다 높으며 출입구 부분이 낮다는 점이다. 이것은 지금까지 발견된 적이 없는 특이한 구조로, 우리 나라 가마 연구에 학술가치가 매우 큰 유적이다.

## 참고 자료
- 장성 대도리 백자 요지 - 국가유산청 국가유산포털